# Fayard Nicholas
Pour les articles homonymes, voir Nicholas et Fayard.
Fayard Antonio Nicholas, né le 20 octobre 1914 à Mobile en Alabama et décédé le 24 janvier 2006 à Los Angeles, Californie, d'une pneumonie est un danseur de claquettes afro-américain, formant avec son frère Harold Nicholas (en), le groupe Nicholas Brothers. Le duo a participé à des films, des comédies musicales et des émissions de télévisions.

## Biographie

### Jeunesse et formation
Fayard Nicholas est né dans une famille de musiciens, il est le fils aîné d'Ulysses Domonick Nicholas (un batteur) et de Viola Harden Nicholas (une pianiste). Il a une sœur cadette, Dorothy née en 1920 et un frère benjamin, Harold  né en 1921. Leurs parents forment un groupe les Nicholas Collegians, parmi leurs prestations, ils accompagnent des films muets.

### Carrière
En 1998, avec son frère Harold, il reçoit un American Dance Festival Award pour l'ensemble de leur carrière.

### Vie personnelle
Fayard Nicholas repose au Valhalla Memorial Park Cemetery dans le quartier de Los Angeles, North Hollywood.

## Filmographie
- 1940 : Adieu Broadway (Tin Pan Alley) de Walter Lang